# Сафонов, Иван Андреевич
Иван Андреевич Сафонов (1902—1954) — генерал-майор Советской Армии, участник боёв на КВЖД и Великой Отечественной войны.

## Биография
Иван Сафонов родился в 1902 году в Красноярске. В октябре 1925 года Сафонов был призван на службу в Рабоче-крестьянскую Красную Армию. Принимал активное участие в боях на КВЖД.
В 1942 году командировался на Калининский фронт Великой Отечественной войны. В 1943 году полковник Сафонов был назначен начальником 1-го Саратовского танкового училища. 15 декабря 1943 года ему было присвоено звание генерал-майора бронетанковых войск.
После окончания войны Сафонов продолжил службу в Советской Армии. Скончался в 1954 году, похоронен на Новодевичьем кладбище Москвы.
Был награждён орденом Ленина, двумя орденами Красного Знамени, двумя орденами Красной Звезды и рядом медалей.